# Oportunistična okužba
Oportunistična ali priložnostna okužba je okužba, ki jo povzročajo mikroorganizmi, ki so v normalnih razmerah oportunisti; do take okužbe pride pri zmanjšani telesni odpornosti.

## Vzroki
Priložnostne okužbe se pojavljajo pri bolnikih z oslabljenim imunskim sistemom. Do tega lahko pride iz različnih vzrokov. Priložnostnim okužbam so, na primer, podvrženi bolniki, okuženi z virusom HIV – virus HIV sam po sebi ne povzroči smrti; bolnik z aidsom umre zaradi zapletov, ki jih povzročijo priložnostne okužbe. Vzrok je lahko tudi zdravljenje z zdravili. Raziskave kažejo, da bolniki, zdravljeni z biološkimi zdravili, pogosteje zbolevajo za okužbami (priložnostnimi in običajnimi). Pri teh bolnikih je nevarnost za pojav okužb zvečena zaradi osnovne bolezni ter pogostega sočasnega zdravljenja z učinkovinami, ki okvarjajo imunski sistem (npr. citostatiki, glukokortikoidi, kalcinevrinski zaviralci itd). Drugi dejavniki, ki povečajo tveganje za pojav priložnostnih okužb, so še nedohranjenost, ponavljajoče se okužbe, genetsko nagnjenje, poškodbe kože, zdravljenje z antibiotiki, kirurški posegi ter nosečnost.

## Povzročitelji
Najpogosteje povzročajo priložnostne okužbe naslednji mikroorganizmi:
- Acinetobacter baumanni
- Aspergillus sp.
- Candida albicans
- Clostridium difficile
- Cryptococcus neoformans
- Cryptosporidium
- Cytomegalovirus
- Histoplasma capsulatum
- Isospora belli
- virus JC, ki povzroča progresivno multifokalno levkoencefalopatijo
- humani herpesvirus 8 (HHV8), ki povzroča Kaposijev sarkom
- Microsporidium
- Pneumocystis jirovecii
- Pseudomonas aeruginosa
- Staphylococcus aureus
- Streptococcus pyogenes
- Toxoplasma gondii